# ロバート・マシュー
ロバート・ホッグ・マシュー（Sir Robert Hogg Matthew、OBE FRIBA FRSE 、1906年12月12日-1975年6月2日）は、 スコットランドの建築家であり、モダニズム建築分野の主要人物。 

## 経歴と人物

### 生い立ちと教育

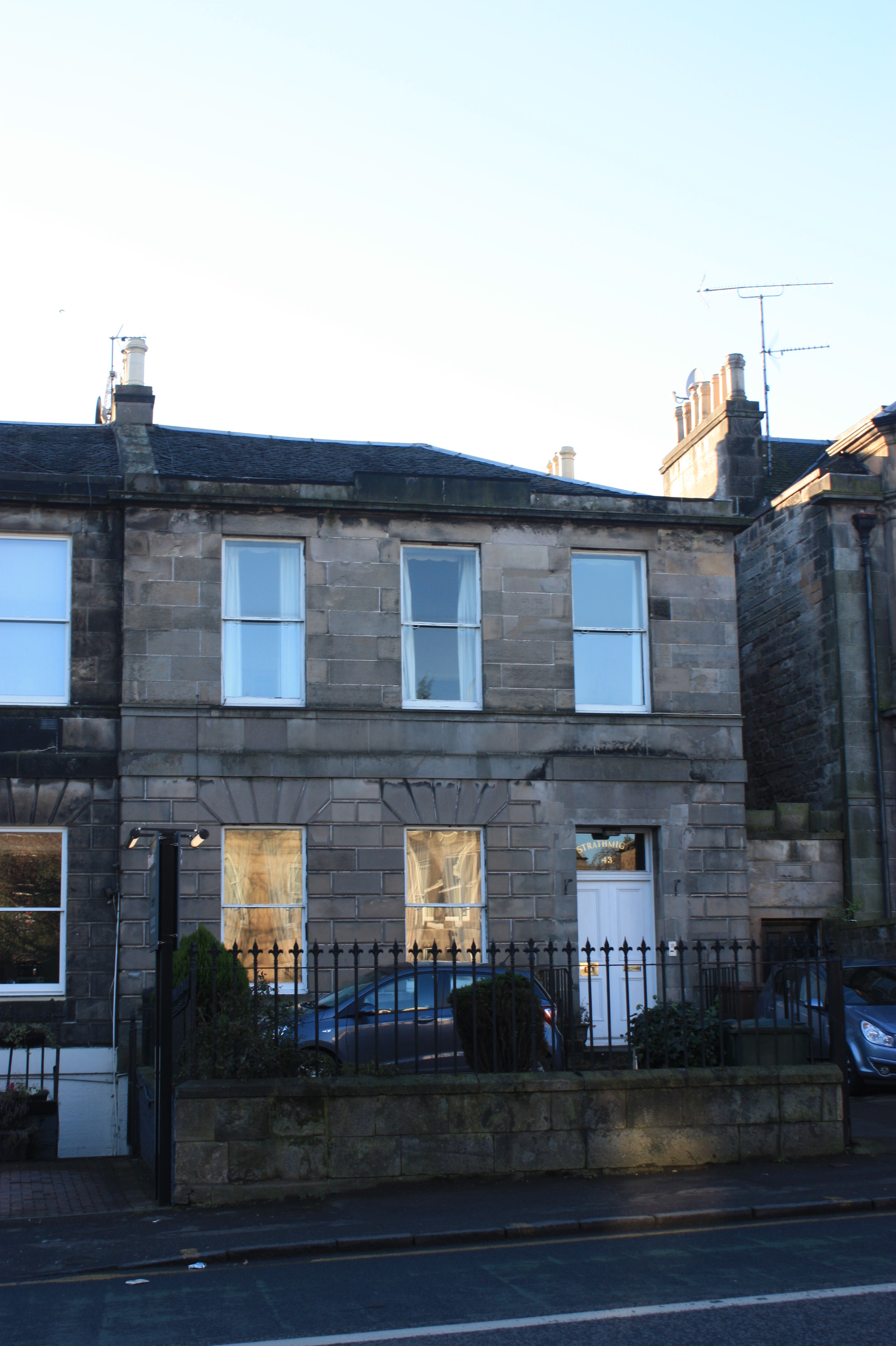
エジンバラの43 Minto Streetにあるマシューの家

ジョン・フレイザー・マシュー（1875年–1955年）  と（同じく建築家であり、 ロバート・ロリマーのパートナー）と妻、アニー・ブロードフット・ホッグの息子 として生まれる。 
1920年から家族は43ミントストリート住んでいたが、その建物は皮肉なことに、現代建築というよりはジョージ王朝時代の古典主義の縮図であった。 
ロバートはエディンバラで生まれ育ち、 エディンバラ教育機関で教育を受け、 エジンバラ 美術大学に入学し、 ジョン・ベッグの下で学んだ。  

### 家庭生活
1931年、マシューはローナ・ピルチャーと結婚。 彼らには3人の子供がいた。1936年7月生まれのロバート・エイダン・マシュー、1939年3月生まれのジャネット・フランシス・カトリオナ・マシュー、1952年6月生まれのジェシー・アン・マシュー、である。1939年からエディンバラのダーナウェイ通り12番地に住み、1956年から東ロージアンのハンビーにある キースマリシャルハウスに住んでいた。  

### キャリア
ロバートは父親の会社に弟子入りしその後の1936年、彼はスコットランドの保健省にジョン・ウィルソンの助手として加わり 、1945年までにウィルソンの後任としてチーフ・アーキテクト兼プランニング・オフィサーを務める 。VEデーに沸くスウェーデンで1944年の英国政府の「 Planning our New Homes」の勧告に準拠したプレハブ住宅用キットの設計に時間を費やし  、これにより、2,000を超えるスウェーデンへ戦後プレハブ住宅が輸入された。 
1946年、マシューはロンドンに移り、 ロンドン郡議会の最高建築家兼計画責任者になり、1946年から1953年まで勤務し、戦後のグレーターロンドンの再建に取り組む。この時期のロイヤルフェスティバルホール（1951年）、LCCの住宅および都市計画政策が国際的な評判を確立し、これらの戦後の形成期であり、多くの住宅スキーム（有名なローハンプトン住宅団地を含む）および多くの学校が設立された 。 
1956年、Stirrat Johnson Marshallと共にエジンバラとロンドンにRMJM （Robert Matthew、Johnson Marshall）の事務所を設立。 彼らの最初のプロジェクトは、ロンドンのヘイマーケットにあるニュージーランド・ハウス（現在はマシューの主要な建物の1つと見なされている）。1953年にエディンバラに戻り、エジンバラ大学の最初の建築学教授となり、RMJMと共同で新しい建築学科を設立しその姿は バウハウスの ウォルターグロピウスと比較された。 彼は1968年までそこで教授を続ける。 現在、マシューアーキテクチャギャラリーは、彼の名誉のために部門に収容されている。 
マシューはジョージ広場の大学の開発計画でバジル・スペンスやアラン・ライアチらと関わり、最終的に広場の3辺の解体とモダニズムの建物への転換をもたす。 マシュー/ RMJMは、現在、 デビッド・ヒューム・タワー、 アダム・ファーガソン・ビル、ウィリアム・ロバートソン・ビルと呼ばれている芸術学部の建物の設計を直接担当。 
1960年代初頭、マシューはグラスゴーのハッチェソンタウンにある過密で不衛生な長屋の高層タワーブロックのリニューアルに関与。 彼はゴルバルの論争の的となっているエリアCブロックの計画と設計でバジル・スペンスと一緒に協働。スペンスとは独立して、彼の実践は隣接するエリアBまたは「リバーサイド」の高層不動産を担当した。 

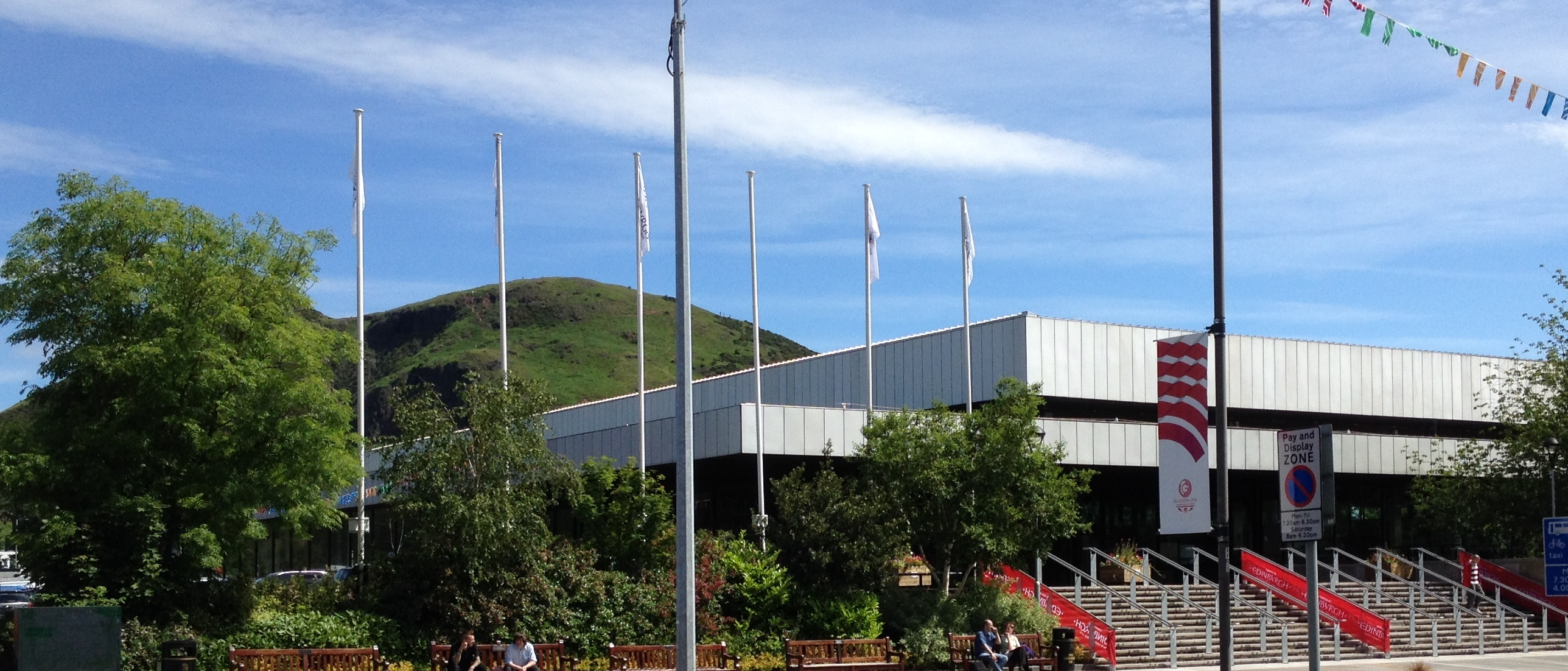
ロイヤルコモンウェルスプール

エディンバラでは王立連邦プール、プリンシズ通りにある英国の家、エディンバラ空港 、 ロージアン地域評議会ビル、 ウェスターヘイルズ教育センターなどを手掛ける。 
他にはMatthew / RMJMは、スターリング 大学とヨーク 大学のキャンパスの設計と、 イスラマバード にあるパキスタンの新しい首都ビルの設計に関与している 。 

## 栄誉
ロバート・マシューが受賞したのはピュージン・スチューデント賞（1929年）、 ソアン・メダリスト（1932年）など。彼は1955年にRIBAのフェローになり、1962年から1964年まで大統領を務めた。 彼は1952年にOBEを授与され、1962年に騎士になった。 その後、連邦建築家協会[CAA]および国際建築家連合[UIA]の会長も務める 。 

## その他の芸術
建築家としての仕事とは別に、マシューは広く知られていないが図面や絵画も制作しており、あまり知られていないが どちらも、 ル・コルビュジエ 、 パブロ・ピカソ 、 ヘンリー・ムーアと同じ美的関心を示しており、彼は友人や同僚に知られていた。 